# Vicentinópolis
Vicentinópolis är en kommun i Brasilien.   Den ligger i delstaten Goiás, i den sydöstra delen av landet, 300 km sydväst om huvudstaden Brasília. Antalet invånare är 7 371.
Omgivningarna runt Vicentinópolis är en mosaik av jordbruksmark och naturlig växtlighet. Runt Vicentinópolis är det glesbefolkat, med 8 invånare per kvadratkilometer.